# Mougeotia
Mougeotia ist eine im Süßwasser vorkommende Gattung aus der Grünalgen-Ordnung der Jochalgen (Zygnematales). Sie besteht aus rund 140 Arten.

## Merkmale
Die Vertreter bilden unverzweigte Zellfäden, die sich schleimig anfühlen. Die Einzelzellen sind langgestreckt, zylindrisch und haben eine glatte Oberfläche. Der Zellkern befindet sich an einer Plasmabrücke aufgehängt in der Zellmitte. In der Mitte der Zelle befindet sich ein plattenförmiger Chloroplast mit Pyrenoiden.
Die ungeschlechtliche Fortpflanzung erfolgt manchmal durch die Bildung von Parthenosporen. Die geschlechtliche Fortpflanzung erfolgt durch die für die Schmuckalgen charakteristische Konjugation. Die Zygote keimt im Frühling.

## Chloroplastenbewegungen
Mougeotia und die Gattung Mesotaenium – die Gattungen gehören beide zu der Ordnung Zygnematales – zeigen Chloroplastenbewegungen als Reaktion auf Licht. Wenn sie rotem Licht oder Weißlicht niedriger Beleuchtungsstärke ausgesetzt sind, dreht sich der Chloroplast entlang seiner Längsachse, bis er senkrecht zur Lichtrichtung des Lichts ist und so maximale Bestrahlung erreicht. Wenn sie gleichzeitig blauem und weißem Licht ausgesetzt sind (wie bei hoher weißer Beleuchtungsstärke), dreht sich der Chloroplast, bis er horizontal zur Lichtrichtung des Lichts ist, um die Bestrahlung zu minimieren.
Die Chloroplast-Rotation wird durch Phytochrom Moleküle an der Plasmamembran sowie ein Phototropin vermittelt, das blaues Licht absorbiert. Bei der Lichtaufnahme bildet das Pigment einen Gradienten entlang der Plasmamembran, welches dann zu einer Bewegungsreaktion führt. Obwohl der genaue Mechanismus hinter dem Gradienten unbekannt ist, ist bekannt, dass der Chloroplast von Aktin-Fäden bewegt wird, die an der Membran befestigt sind.

## Vorkommen
Die Vertreter der Gattung kommen in stehendem Süßwasser vor: in Seen, Tümpeln, Teichen, Pfützen und Moortümpeln. Sie treten dabei häufig zusammen mit den verwandten Gattungen Spirogyra und Zygnema auf.

## Belege
- Karl-Heinz Linne von Berg, Michael Melkonian u. a.: Der Kosmos-Algenführer. Die wichtigsten Süßwasseralgen im Mikroskop. Kosmos, Stuttgart 2004, ISBN 3-440-09719-6, S. 280.